# Neoflustrellidra schopfi
Neoflustrellidra schopfi is een mosdiertjessoort uit de familie van de Flustrellidridae. De wetenschappelijke naam van de soort is voor het eerst geldig gepubliceerd in 1976 door d'Hondt.